# Planeacanista japonica
Planeacanista japonica är en skalbaggsart som beskrevs av Hayashi 1959. Den ingår i släktet Planeacanista och familjen långhorningar. Inga underarter finns listade i Catalogue of Life.